# 阿图尔·博鲁茨
阿图尔·博鲁茨（波蘭語：Artur Boruc，發音：[ˈartur ˈbɔrut͡s]；1980年2月20日—），是一名波蘭足球運動員，擔任守門員，曾效力于苏超豪门凯尔特人和意甲球会佛罗伦萨。他亦曾是波蘭國家足球隊的成員。

## 生平

### 修咸頓
2012年9月22日保路錫以自由身加盟修咸頓，簽約至球季結束。
2014年夏季於加盟修咸頓後，保路錫缺乏上陣機會，在9月19日被借用到英冠的般尼茅夫直至翌年1月。

### 般尼茅夫
2015年5月2日，博魯茨成為般尼茅夫贏得英冠冠軍的一員，球隊並首次升入英超聯賽。24天後，博魯茨成為被南安普頓釋出的六名球員之一，在當天較後時候他正式加盟般尼茅夫。

## 荣誉
凯尔特人
- 苏格兰足球超级联赛冠军：2005-2006，2006-2007，2007-2008
- 苏格兰联赛杯冠军：2005-2006，2008-2009
- 苏格兰足总杯冠军：2006-2007

## 外部連結
- 個人網站 （页面存档备份，存于）
- 足球数据库：保路錫的球员统计数据
- Soccerway資料庫：阿图尔·博鲁茨